# Noah Raveyre
Noah Raveyre (nacido el 22 de junio de 2005 en Le Puy-en-Velay, Alto Loira), es un futbolista francés que juega como portero en el Pau FC.

## Biografía

### Infancia y formación (2010-2022)
Raveyre nació en Le Puy-en-Velay, Francia. Comenzó a jugar al fútbol en el club de su ciudad natal, Le Puy Foot 43 Auvergne. Aunque empezó como jugador de campo, se estableció rápidamente como portero desde la categoría U8. Fue descubierto por la AS Saint-Étienne y se unió en junio de 2018. En marzo de 2022 se entrenó por primera vez con el primer equipo. Durante la temporada 2021-2022, jugó en tres categorías diferentes del club: U17, U19 y el equipo reserva.

### Debut profesional en Saint-Étienne (2022-2023)
El 20 de agosto de 2022, Raveyre debutó profesionalmente tras la expulsión de Étienne Green en un partido contra el Le Havre, durante la cuarta jornada de la Ligue 2. Posteriormente dejó de ser convocado tras la llegada de Gautier Larsonneur. En junio de 2023, anunció su salida del club.

### Etapa en Italia (2023-2025)
En julio de 2023, Raveyre firmó con el AC Milan tras pasar el reconocimiento médico a finales de junio. Durante dos temporadas jugó 45 partidos con el equipo sub-23 del club, sin debutar oficialmente en la Serie A. Participó en la UEFA Youth League siendo finalista en la edición 2023-2024. En la temporada 2024-2025 disputó 14 partidos con el equipo reserva en la Serie C.

### Pau FC (desde 2025)
El 24 de julio de 2025, Raveyre firmó un contrato de tres años con el Pau FC para reemplazar a Bingourou Kamara.